# Domitius baeticus
Espèce
Synonymes
- Nesticus baeticus López-Pancorbo & Ribera, 2011

Domitius baeticus est une espèce d'araignées aranéomorphes de la famille des Nesticidae.

## Distribution
Cette espèce est endémique d'Andalousie en Espagne,. Elle se rencontre dans des grottes à Hornos et Santiago-Pontones dans la province de Jaén.

## Description
Le mâle holotype mesure 6,4 mm et la femelle paratype 6,3 mm. Les yeux sont réduits.

## Étymologie
Son nom d'espèce lui a été donné en référence au lieu de sa découverte, la Bétique.

## Publication originale
- López-Pancorbo & Ribera, 2011 : Nesticus baeticus sp. n., a new troglobitic spider species from south-west Europe (Araneae, Nesticidae). ZooKeys, no 89, p. 1-13.